# Artsvik
Artsvik Harutyunyan også kendt som Artsvik (armensk: Արծվիկ Հարությունյան ; født 21. oktober 1984 i Kapan) er en armensk sanger, der repræsenterede Armenien ved Eurovision Song Contest 2017 med sangen "Fly With Me" og opnåede en 18. plads.